# 562
562 foi um ano comum do século VI que teve início e terminou a um domingo, segundo o Calendário Juliano. A sua letra dominical foi A.
| Ano completo                    |
| ------------------------------- |
| Ano comum com início ao domingo |

## Nascimentos
- Quindasvinto, rei visigótico da Hispânia